# Remigius Schrijver
Pour les articles homonymes, voir Schrijver.
Remigius Schrijver (? – 1681) est un organiste et compositeur baroque de Middelbourg en Zélande.

## Vie et œuvres
Schrijver était membre de la chambre de rhétorique Het Bloemken Jesse (La Petite Fleur de Jessé). Les pages 23–30 et 66 du Nieuwjaersgift van Mittels Redenhof op de geestige vragen van Pallas (Étrennes présentées à la cour de rhétorique de Middelbourg, sur les questions spirituelles de Pallas) nous permettent de juger de ses qualités littéraires.

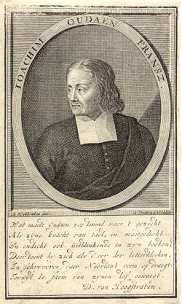
Portrait par Houbraken et Jonckman du poète Joachim Oudaan (1628-1692), auteur des additions aux psaumes dont la moitié fut mise en musique par Remigius Schrijver.

La moitié des extensions des psaumes du poète néerlandais Joachim Oudaan (1628-1692), un carrelier waterlandais à Rotterdam qui sympathisait avec la communauté protestante collégiante, fut mise en musique par Schrijver. Avant, les anabaptistes, pratiquant une foi protestante à laquelle adhérait Schrijver, entonnaient leurs chants sur des mélodies profanes ou des mélodies de psaumes homophones ; désormais les collégiants chantaient les psaumes de David sur une musique baroque harmonieuse, avec basse continue et rhétorique musicale, grâce à la Uyt-breyding, publiée en 1680. De l’Uyt-breyding over het boek der psalmen, les psaumes 1 à 75, mis en musique à une et deux voix, et pour un et deux violons et basse continue, parurent dans le premier volume, publié à Rotterdam par Pieter Terwout. Le second volume, comprenant les psaumes 76 à 150, publié en 1681, ne contient que le texte d’Oudaan.
Près de deux tiers des psaumes versifiés en néerlandais par Matthias van Westhuyse furent mis en musique par Schrijver et Pieter Bustijn, qui utilisèrent à cette fin de nouvelles mélodies au lieu de celles, plus répandues, du psautier calviniste de Petrus Dathenus ; ces psaumes furent publiés en 1682. Cet ouvrage est perdu.
Oudaan commémora le compositeur, mort en 1681, par une élégie. Bustijn lui succéda comme organiste.
Le compositeur flamand Julius Van Etsen publia des œuvres sacrées de Schrijver avec accompagnement de piano.

## Discographie
- Grace and Peace, CD de l'ensemble de musique ancienne Camerata Trajectina, dirigé par Louis Peter Grijp, Globe, 1996, pistes 13-20.